# ژاک تیبو
ژاک تیبو (فرانسوی: Jacques Thibaud‎; تلفظ فرانسوی: [ʒak tibo]؛ ۲۷ سپتامبر ۱۸۸۰ – ۱ سپتامبر ۱۹۵۳) یک نوازندهٔ مشهور ویولن و مدرس موسیقی اهل فرانسه بود.
او نواختن ویولن را از کودکی نزد پدرش آغاز کرد و در سن ۱۳ سالگی به «کنسرواتور پاریس» راه یافت و در سال ۱۸۹۶ میلادی به همراه «پیر مونتو» برندهٔ جایزهٔ نخست ویولن‌نوازی این مرکز آموزشی شد.
وی در سال ۱۹۴۳ میلادی به همراه «مارگاریت لون»، «رقابت‌های بین‌المللی مارگاریت لون-ژاک تیبو» را بنیان نهاد که هر سه‌سال یک‌بار، در پاریس برگزار می‌شود و نوازندگان مستعدِ پیانو و ویولن از سرتاسر جهان در آن شرکت می‌کنند. از سال ۲۰۱۱ میلادی و به افتخار سوپرانوی فرانسوی «رژین کرسپن» یک بخش مسابقه برای خوانندگان نیز در این رقابت‌ها ایجاد شده‌است.
ژاک تیبو نه تنها بابت تکنوازی‌های هنرمندانه‌اش، بلکه بخاطر اجراهای عالی در موسیقی مجلسی، بویژه سه‌نوازی با «آلفرد کورتو» (پیانو) و «پابلو کاسالس» (ویولنسل) شهرت دارد. او همچنین تورهای موسیقی فراوانی با «ژرژ انسکو» و «ایو نات» برگزار کرد.
ژاک از دوستانِ نزدیکِ اوژن ایزایی بود و شاگردان زیادی را نیز تربیت کرد.
ژاک تیبو در تاریخ اول سپتامبر ۱۹۵۳ میلادی، در سانحهٔ سقوط هواپیمای لاکهید ال ۷۴۹ کانستلیشن شرکت ایر فرانس (پرواز شمارهٔ ۱۷۸) بر فراز کوه «سیمت» (در نزدیکی بارسلونت) به همراه ۴۱ سرنشین دیگر کشته شدند. «ویولن استرادیواریوس ۱۷۲۰» او نیز در این سانحه از بین رفت. علت این سانحه را پس از بررسی‌های انجام‌شده، «سی‌فیت» (CFIT) اعلام کردند.